# 八街歩
八街 歩（やちまた あゆむ、1983年 - ）は、日本のライトノベル作家である。

## 概要
八街歩は、2003年度の第15回富士見ファンタジア長編小説大賞に「椀倭論」名義で投稿した作品「オラが村ぁ平和」（改題後: パラダイス・メーカー オラが村ぁ平和）で努力賞を受賞してデビューした、富士見書房の富士見ファンタジア文庫をメインとして活動している小説家である。
2004年1月に『パラダイス・メーカー オラが村ぁ平和』をCuvieがイラストを務める形で出版している。
2004年11月より『乱破GOGOGO!』シリーズをてくてくがイラストを務める形で出版している。
2007年3月より『ぼくと彼女に降る夜』シリーズを深崎暮人がイラストを務める形で出版している。
2011年5月より『キミが誘う境界線』シリーズをぺたんこさいどがイラストを務める形で出版している。
2013年4月より『バーガント反英雄譚』シリーズを珈琲猫がイラストを務める形で出版している。
2017年7月より『バーサス・フェアリーテイル -バッドエンドな運命のヒロインを救い出せ-』をれい亜がイラストを務める形で出版している。

## 作品
- パラダイス・メーカー オラが村ぁ平和
- 乱破GOGOGO!
- ぼくと彼女に降る夜
- キミが誘う境界線
- バーガント反英雄譚
- バーサス・フェアリーテイル -バッドエンドな運命のヒロインを救い出せ-